# Gastão Salsinha
Gastão Salsinha foi um tenente timorense que teve participação ativa na crise timorense de 2006 e nos atentados de 2008, sendo o líder de facto do movimento rebelde em Timor-Leste após a morte do ex-líder Major Alfredo Reinado.